# Laphria ignobilis
Laphria ignobilis là một loài ruồi trong họ Asilidae. Laphria ignobilis được Wulp miêu tả năm 1872.